# Stanley MacDonald
Stanley MacDonald (Amsterdam, 29 juni 1966) is een Nederlands voormalig voetballer. Hij stond onder contract bij Telstar, sc Heerenveen, TOP Oss, NAC en Eindhoven.
Na zijn voetballoopbaan werd hij maatschappelijk werker en voetbaltrainer. Per 1 januari 2016 verruilde hij zijn baan als trainer bij amateurclub Fortuna Wormerveer voor die van jeugdcoach bij AZ. Vanaf 10 augustus 2018 begint MacDonald weer als trainer bij amateurclub Fortuna Wormerveer.

## Statistieken
| Seizoen | Club                 | Land      | Competitie     | Wed. | Goals |
| ------- | -------------------- | --------- | -------------- | ---- | ----- |
| 1987/88 | Telstar              | Nederland | Eerste divisie | 29   | 8     |
| 1988/89 | sc Heerenveen        | Nederland | Eerste divisie | 27   | 3     |
| 1989/90 | sc Heerenveen        | Nederland | Eerste divisie | 33   | 3     |
| 1990/91 | sc Heerenveen        | Nederland | Eredivisie     | 24   | 2     |
| 1994/95 | TOP Oss              | Nederland | Eerste divisie | 29   | 2     |
| 1995/96 | TOP Oss              | Nederland | Eerste divisie | 28   | 2     |
| 1996/97 | NAC                  | Nederland | Eredivisie     | 25   | 2     |
| 1997/98 | NAC                  | Nederland | Eredivisie     | 8    | 0     |
| 1998/99 | NAC                  | Nederland | Eredivisie     | 11   | 1     |
| 1999/00 | Eindhoven            | Nederland | Eerste divisie | 26   | 1     |
| 2000/01 | Eindhoven            | Nederland | Eerste divisie | 32   | 15    |
| 2001/02 | K. Heusden-Zolder SK | België    | Tweede Klasse  | 9    | 3     |
| Totaal  | Totaal               | Totaal    | Totaal         | 281  | 42    |